# タイラー基金
タイラー基金（正式名:特定非営利活動法人シャイン・オン・キッズ）は、小児がんを患う子供たちとその家族に心理社会的支援を提供する特定非営利活動法人（NPO法人）である。東京都中央区日本橋本町3-3-6に事務所を置く。
2006年の設立以来国際的にも認知されるようになり、2010年ビルボード・ライブ東京で開催されたスコット・マッキンタイヤのコンサートをはじめ日本国内外の著名人による支援を得てきた。2011年3月11日の東日本大震災による地震と津波の被害を受け、被災した子供たちの心のケアをサポートするため、それまで培ったノウハウを生かした支援活動を行っている。また、世界の著名アーティストやシンガーソングライター、プロデューサー達の共同制作によるオリジナル・アルバム「シャイン・オン!ソングスvol.1」をリリースする音楽プロジェクトも開始した。マキシ・プリースト、ドナ・バーク、ジュリアン・レノン、マーク・バラス、アラン・メンケン、アカデミー賞受賞者の作詞家ティム・ライス等が参加した。

## 設立の経緯と歴史
タイラー基金は、日本において特定非営利活動法人としての法人格を取得している。在日米国商工会議所の事業拡大委員会委員長を務めたマーク・フェリスとキンバリー・フォーサイス・フェリスによって、生後1か月未満で乳児ALL（急性リンパ性白血病）を発症し亡くなったタイラー・フェリスを記念して2006年に設立された。
2003年に生まれたタイラーは、東京都世田谷区にある国立成育医療研究センターの前身である国立小児病院で2年余りの闘病後、2005年6月にその短い生涯を閉じた。日本では、高度な医療を受けられる一方で小児がんの子供達と家族のための心理社会的サポートが必要であるとフェリス夫妻は痛感し、同基金の設立に至った。
同基金は、入院治療中の小児がん患者の生活の質（QOL）を改善し、退院後普段の生活に円滑に戻れるよう支援することを使命とする。日本の小児がん病棟における患者ケアやサポート体制を抜本的に変えることを目指す。臨床心理士によるカウンセリングに加え、サポート・グループの運営や患者の兄弟のための保育サービス等を通じて小児がん患者とその家族を支援する活動を展開している。
病気と闘う子供達に勇気をもたらすためアメリカで考案されたビーズ・オブ・カレッジは、同基金によって初めて日本の病院に導入されたプログラムである。まず、がんと診断された子供達に自分の名前が刻まれたビーズを通した糸を渡し、治療を行う度に勇気の証として新しいビーズをひとつずつ増やしていくというもの。2010年に導入以来、病気に伴うストレスを軽減する、つらい治療にも前向きな姿勢で臨む、病気に対し自分なりの意味を見出す、重い病気の治療に取り組む子供達が自己意識を取り戻すといった効果が確認されている。同基金はまた、アメリカで1年半の訓練を受けた「セラピードッグ」を病院に常勤させるというプログラムを、2010年1月に日本で初めて静岡県立こども病院に導入した。病床に赴き治療に付き添うセラピードッグは、病気と闘う子供達に勇気と癒しを与えている。
2011年の東北地方太平洋沖地震と津波の被害を受け、同基金のノウハウを生かした「シャイン・オン!ニコニコ大使」等の支援活動を行っている。「ニコニコ大使」として派遣されたガイ・トタロが、被災地の学校を訪れ子供達に笑いを届けることで少しでもストレスを緩和しようという試みである。

## 支援プログラム
タイラー基金は、以下のプログラムを19の日本の病院で実施している。
- シャイン・オン!ビーズ・オブ・カレッジ -  病気に伴うストレスを軽減する、つらい治療にも前向きな姿勢で臨む、病気に対し自分なりの意味を見出す、重い病気の治療に取り組む子供達が自己意識を取り戻す。注射、放射線、化学療法といった治療を行う度に新しいガラスのビーズをもらい勇気の証として自分のチェーンに足していくというもの。
- シャイン・オン!カウンセリング＆サポート -  入院治療中の小児がん患者の生活の質（QOL）を最大限に改善。
- シャイン・オン!ハウス -  小児がんを患う子供達とその家族のための全面サポート施設を提供。
- シャイン・オン!セラピードッグ -  日本の小児病棟に初めて常勤のセラピー犬を導入。動物介在療法によって、がんの治療を受ける子ども達の心を癒し前向きな姿勢を促すことにより治療の成果を高める。

## シャイン・オン!ソングス
2011年後半、東日本大震災の被災者のために同基金のノウハウを駆使した支援活動を開始した。世界の著名アーティストやシンガーソングライター、プロデューサー達に呼びかけ、被災した子供達を支援するためのオリジナル・アルバム「シャイン・オン!ソングスvol.1」を2011年9月30日にリリース。マキシ・プリースト、ドナ・バーク、ジュリアン・レノン、マーク・バラス、リエ・フゥといったアーティストに加え、アラン・メンケンとアカデミー賞受賞者のティム・ライスが参加し作詞を担当した。

## 社会的認知

### 支援者と資金調達イベント
タイラー基金は、これまでに数多くの資金調達イベントを開催してきた。企業や個人がスポンサーとなり、それぞれの活動資金調達イベントを支援している。スポンサー企業の例としては、ブリティッシュ・エアウェイズ、ソニー、DHLジャパン、エミレーツ航空等がある。また、サーブコープ社は同基金による東北の子ども達への支援活動のために総額1280万円を寄付した。

### 著名人サポーター（敬省略）
スポーツ界等で活躍した著名人の支援により、資金調達のためのイベントが開催されている。2007年にはシャイン・オン!アイドルが開催され、ティム・ライスがカマサミ・コングやブレンダ・ヴォーンとともにセレブリティ審査員を務めた。
日本国外の著名人サポーターの例としては、以下が挙げられる。
- ポール・ウォレス（元ラグビーアイルランド代表、ブリティッシュ・アンド・アイリッシュ・ライオンズ）
- スティーブン・ラーカム（元ラグビーオーストラリア代表、ワールドカップ優勝）
- エディー・ジョーンズ（元ラグビーオーストラリア代表監督、ワールドカップ優勝）
- ステュー・ウィルソン（元ラグビーニュージーランド代表、オールブラックス キャプテン）